# Trins
Trins is een gemeente in het district Innsbruck Land van de Oostenrijkse deelstaat Tirol.
- Inwoneraantal: 1191 (2003)
- Oppervlakte: 48,8 km²
- Ligging: 1233 m boven zeeniveau

Trins ligt in het voorste deel van het Gschnitztal, dat bij Steinach am Brenner in het Wipptal mondt, aan de voet van de 2241 meter hoge berg Blaser.
De huizen in het dorp zijn in Retoromaanse stijl dicht opeen gebouwd. Trins is een oud mijnwerkersdorp. De mijnbouw werd echter in de 17e eeuw gesloten, waarna de bevolking zich ging toeleggen op de landbouw. Trins werd rond 1030 voor het eerst vermeld, als Trunnes. Sinds 1811 is het een zelfstandige gemeente.
Een bijzonder gebouw in het dorp is het Slot Schneeberg, dat in de 18e eeuw gebouwd werd op de Trinser Morene. De laatgotische parochiekerk werd reeds in 1359 vermeld. Het bergkerkje St. Magdalena werd echter al in 1307 vermeld. Hier zijn voor Noord-Tirol zeldzame Romaanse muurschilderingen uit de 13e eeuw te vinden.
Aan het einde van de jaren zestig vormde Trins het toneel voor de Hollywoodfilm The Last Valley met Michael Caine en Omar Sharif.